# オネックス
オネックス・コーポレーション (Onex Corporation) は、カナダトロントに本拠をおく投資会社であり、企業買収ファンド。これまでに様々な企業を買収し、再構築している。

## 関連事項
- ティモシー・コリンズ - リップルウッド・ホールディングスの創業者で実質的指導者。同社の出身者でもある
- コダック - X線フィルムを主体としたヘルスケア事業を同社が買収
- アリソン・トランスミッション - 旧GM系のAT（オートマ）関連の周辺部品メーカー。現在はカーライルとの共同買収で完全に資本独立
- ビーチクラフト - 旧レイセオン（アメリカの軍需大手）系飛行機メーカーのブランド。別の投資ファンドに買収された同業大手であるホーカー・シドレーと合併、現在はホーカー・ビーチクラフトの飛行機ブランドとして再出発
- セレスティカ